# 朱慈煥
朱慈煥（1633年—1637年），為崇禎帝第五子，母親是恭淑端惠靜懷皇貴妃田氏，在民間有朱三太子之稱。雖然事實上的朱慈炯才是「朱三太子」，但因民間稱太子朱慈烺為「悼皇帝」，二子朱慈烜一出生就夭折，故三子朱慈炯被民眾稱為「朱太子」（其實是第三皇子），由此開始序齒，故四子朱慈炤稱「朱二太子」，慈煥被稱為「朱三太子」。有許多人自稱是「朱三太子」，試圖起義。如杨起隆案、王士元朱三太子案。
不過，聰明伶俐且能通靈的「五皇子」朱慈煥，比真正的朱三太子朱慈炯，顯然在民間更具影響力。

## 生平
崇禎六年（1633年）出生，是崇祯帝朱由检的第五个儿子。
崇禎十年（1637年），崇祯帝因军用告急，向疏亲李国瑞（孝定皇太后的侄孙）徵用銀兩不得，大怒，正要懲處李国瑞，崇祯帝的外婆瀛国太夫人、岳父周奎、姑祖父王昺一齐入宫求情，崇祯帝將国瑞在獄中打死。此時朱慈煥已病篤，突然对崇祯帝说：“九莲菩萨（即孝定皇太后的尊稱）說，皇帝待外戚不好，將要使每個皇子都年少而亡。」隨即死去。崇祯帝大惊，在宫中對九莲菩萨大加祭祀，一连三天三夜。崇祯帝認為慈煥靈異，追封「孺孝悼靈王玄機慈應真君」，時禮科給事中李焻指不應以道教的真君名號作為皇子封號，這屬於邪教，但崇祯帝不理會，幾年後，崇祯帝還是改封了「宣顯慈應悼靈王」，去除了“真君”之號。

## 野史
野史傳說朱慈煥並未病死，只是一度生病，夢見九莲菩萨欲殺盡皇子，但崇祯帝在宮中禮拜九莲菩萨之後，慈煥即病癒，甲申之變時，慈煥偽裝為僧，逃至江南，繼續反清復明，人稱「朱三太子」。

## 「王士元朱三太子」案
甲申之變后，明朝宗室顛沛流離，無所考據，有一個名叫「王士元」的人，自稱「朱三太子」（即朱慈煥），與很多士人有聯絡，後被官府所拘捕。
遭審問時，官府問他：「朝廷待汝不薄，何為謀反呢？」 答：「吾數十年來改易姓名，冀避禍耳，本朝有三大恩於前朝，吾感戴不忘，何嘗謀反？」 官府問：「何為三大恩？」答：「本朝誅殺流賊，與我家報仇，一也。凡我先朝子孫，從不殺害（此条不实，藉機乞憐），二也。 朱家祖宗墳墓，今上躬行祭奠，命人灑掃，三也。」「況吾今七十五歲，血氣已衰，鬢髮皆白，乃不作反於三藩之亂時，而反於清寧無事之日乎？且所謂謀反者，必佔據城池，積草屯糧，招軍買馬，打造盔甲，吾曾有一於此乎？」官府認為辯解有理，將他軟禁於一屋，並不用刑，上奏朝廷。
王士元自述身世為：他是定王朱慈煥，明甲申之變時，十一歲，崇禎帝把他交給王太監藏匿民間，王太監卻把他交給流寇李闖，李闖命一個毛姓將軍看守他，後來清兵入關，毛將軍帶著他出奔到河南種田，流離顛沛。十三歲時，毛將軍聽說清兵正在緝捕流寇餘黨，於是拋下他，自己逃亡了。他走到朱元璋故居鳳陽，遇到一位姓王的老鄉紳，曾任明朝諫官，細詢根由，執手悲泣，乃留在王家，作為其養子，改姓「王」，取名「王士元」。
王諫官病故後，士元年方十八九，被王家子孫破門，至一佛寺中剃髮出家，偷生度日，後結識一個姓胡的餘姚人，亦明官員後裔，後兩人談藝論文後，胡頗欽佩他的才學，勸他還俗，並將女兒嫁給了他。自此以教书谋生，居於四明山，但是官府訪查之下，他只好遷居山東，化名「張用觀」，齋號「潛齋」，自稱「浙東張老先生」。
康熙四十四年（1705年），士元化名「何誠」，在寧波向秀才張月懷租屋居住，不久，張月懷請士元飲酒暢談，士元酒後狂悖，自稱是崇禎皇子，月懷打算藉此機會起義，擁立「朱三太子」，事情遭到官府偵查，士元大驚，便帶家屬徙居湖州長興縣。
康熙四十五年（1706年），一名僧人張念一聽說了這件事，於是向檀越募集香火錢，自稱要「助朱三太子起義」，士元又被官府追緝，後風聲極緊，寧波、鎮海都「一步一步挨查」，三子一孫被逮捕，士元和另外一个儿子流亡。士元一妻一妾、三个女儿、一个兒媳，均按照崇祯帝家法，全部上吊自盡，以免受辱。
康熙四十七年（1708年），官府於張念一口供中，得悉士元行蹤，遂把山東汶上的士紳李力遠家教書的士元拘捕，押解京師受審，此時王士元已經七十五歲了。

### 判決
朝廷大臣還是以「朱某雖無謀反之事，未嘗無謀反之心，应拟大辟，以息乱阶。」為罪名將他處死，並以謀反罪，決議將其一家凌遲，上奏康熙帝，康熙認為凌遲太殘忍，改为斩立决，儿孙全部斩首。
李力遠則辯稱：根本不知道自己家的家教老師是明朝皇子，自己曾當過縣令，深受清朝的大恩，退萬步言，就算是自己不顧念恩情，也害怕刑罰，如果遇到叛變頭目一定會報告官府，更何況是如果要藏匿犯人，怎麼可能公然讓他留在家中，而不將他藏匿於深山野嶺呢？如此可見，他是無辜的。朝廷認為李力遠不可能不知情，但是從輕發落，將其一家「流放三千里」，發配到伯都訥。另外與朱三太子案有關的一百多人等，一律流放至寧古塔、齊齊哈爾等地。

## 家庭

#### 父母
- 父 崇禎帝朱由檢
- 母 恭淑端惠靜懷皇貴妃田氏

#### 妻妾
- 妻胡氏
- 妾某氏

#### 兄弟
1. 悼帝（獻愍太子）朱慈烺
2. 懷隱王朱慈烜
3. 定哀王朱慈炯
4. 永王朱慈炤
5. 宣顯慈應悼靈王朱慈煥
6. 悼懷王朱慈燦
7. 悼良王

#### 子[4]
- 朱和兟
- 朱和
- 朱和壬
- 朱和在
- 朱和堃

#### 女
三女

#### 孫
朱曾裕，朱和兟之子